# Glasbak

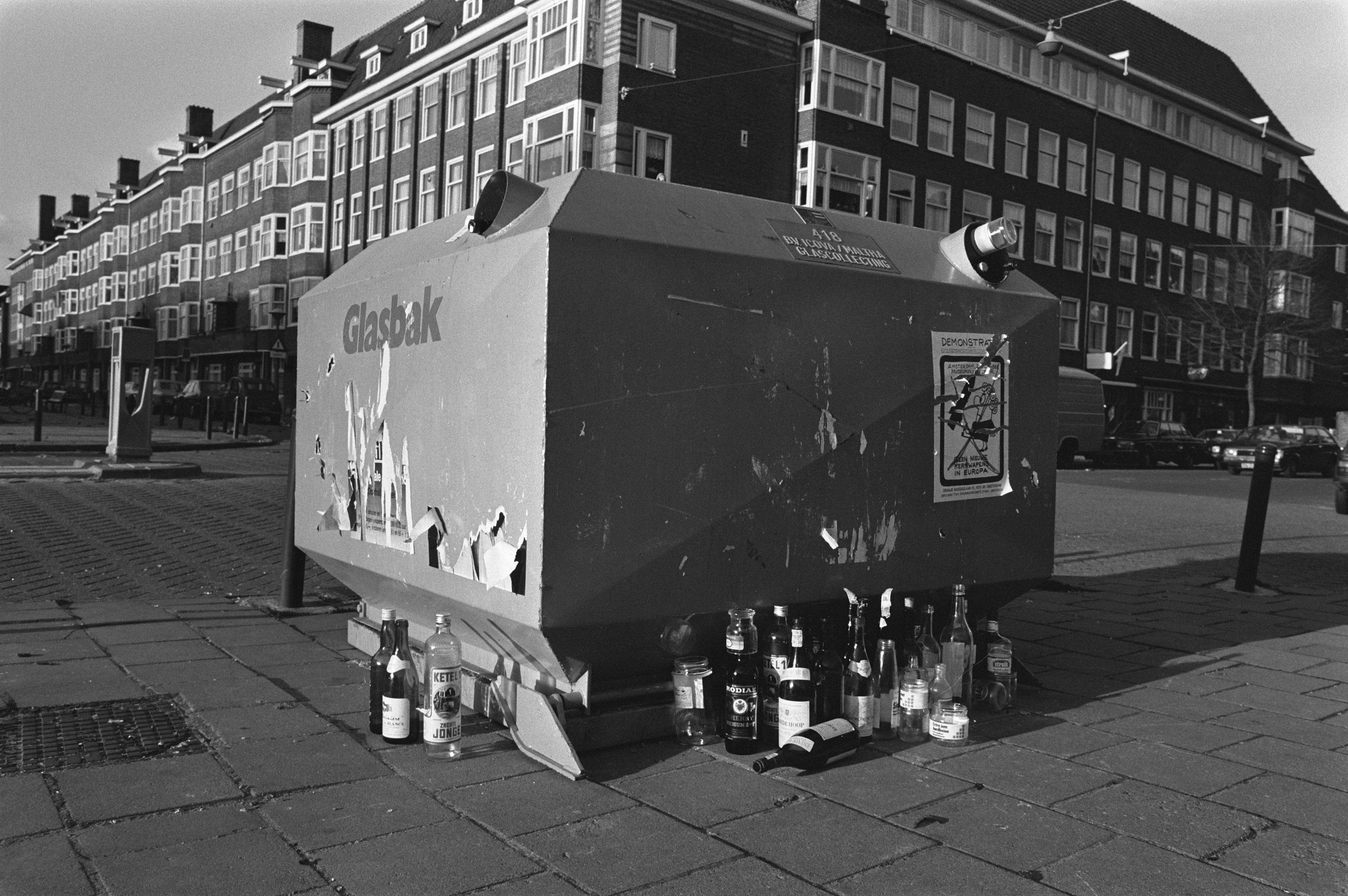
Glasbak anno 1981

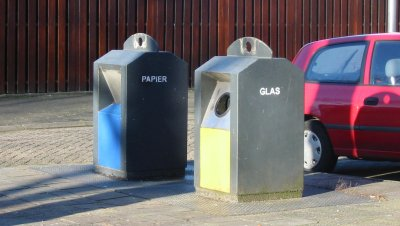
Ondergrondse glasbak en papierbak in Alphen aan den Rijn

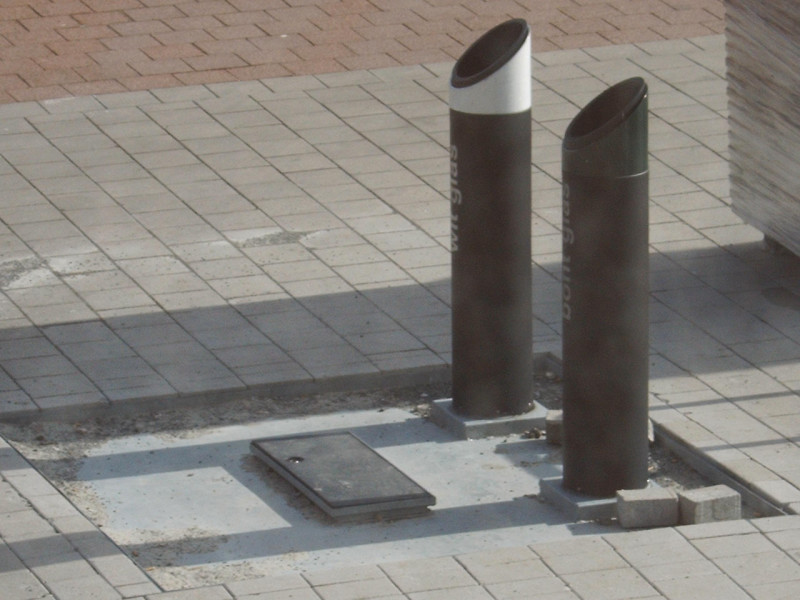
Ondergrondse glascontainer in Berchem (Antwerpen)

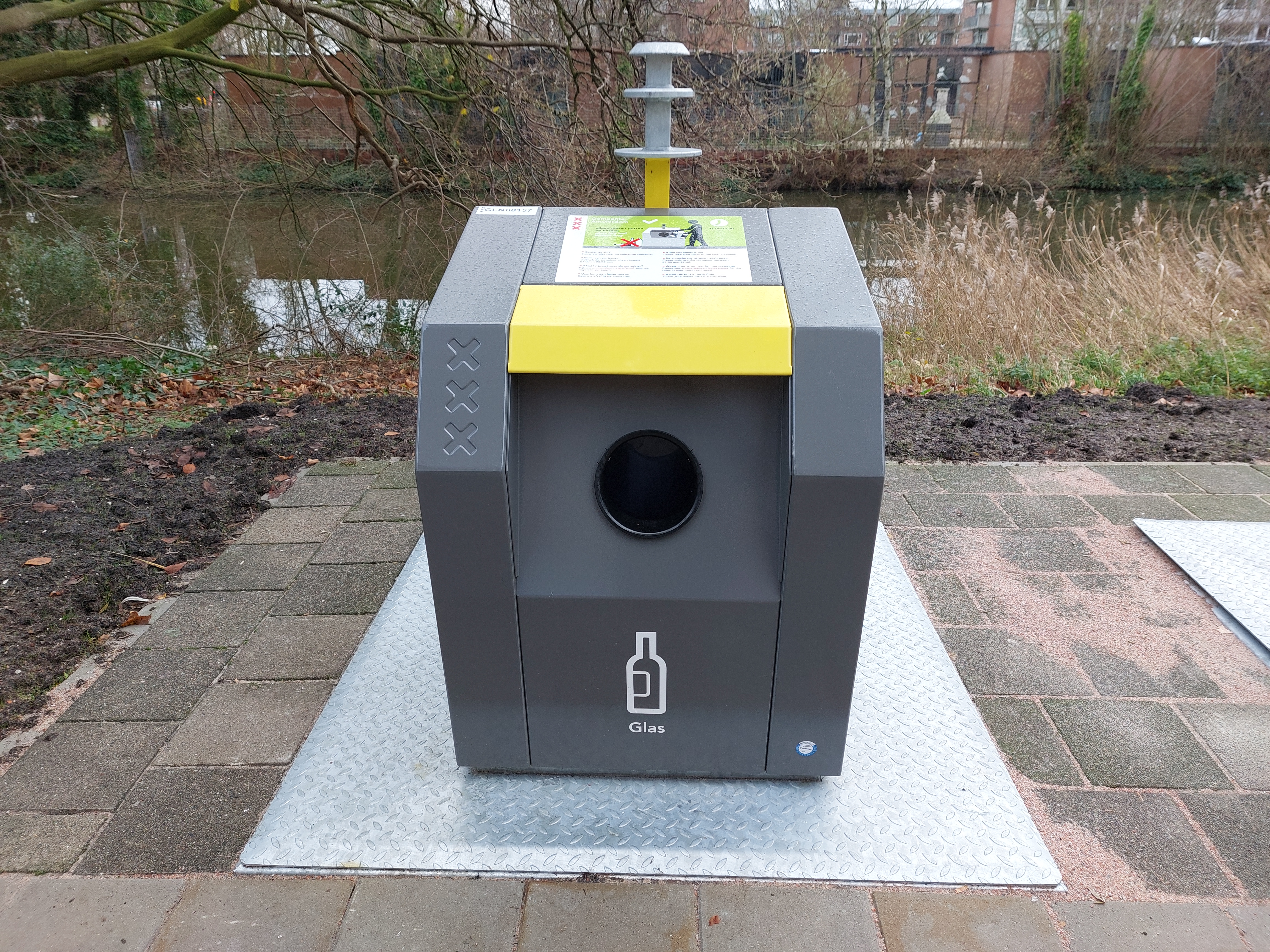
Glasbak in Amsterdam in 2024

De glasbak is een container voor het gescheiden inzamelen van glasafval, met name flessen en glazen potten.
De glasbakken kunnen zowel bovengronds staan als afgewerkt zijn onder het maaiveld, als een ondergrondse vuilcontainer. Een ondergrondse glasbak heeft als voordeel dat deze minder geluidsoverlast geeft bij het weggooien van glasafval. Daarom wordt deze vaker toegepast in dicht bebouwde gebieden. Bij veel glasbakken kan het glas op kleur gesorteerd ingeleverd worden zodat het beter hergebruikt kan worden. De kleurcategorieën zijn wit (doorzichtig), groen en bruin + restkleuren.

## Geschiedenis
De eerste – halfopen – glasbak werd in 1972 in Zeist geplaatst. Het was een initiatief van twee vrouwen – Miep Kuiper en Babs Riemens – die o.a. medeoprichters waren van de Stichting Milieuzorg Zeist e.o. Een glasbak zou ervoor kunnen zorgen dat het glas waar geen statiegeld op zat, werd hergebruikt. Na overleg met verschillende glasproducenten werd de glasbak ontworpen.
Aangezien de gemeente weliswaar positief tegenover het plan stond maar geen plannen in die richting had, zijn zij zelf een locatie voor de glascontainer gaan zoeken. Nadat de dames beloofd hadden dat de bak alleen overdag gebruikt zou worden, dat zij de ruimte rondom de glasbak zelf schoon zouden houden en er voor zouden zorgen dat de bak regelmatig zou worden geleegd, kregen zij toestemming de glasbak te plaatsen. De eerste glasbak werd geplaatst bij de vestiging van Albert Heijn in het centrum van Zeist en werd op 30 juni 1972 voor het eerst in gebruik genomen. Het initiatief kreeg veel publiciteit en ook in andere gemeenten wilde men een glasbak. Ook de overheid omarmde het initiatief. De eerste "officiële" glasbak werd in 1978 in 's-Hertogenbosch geplaatst. Inmiddels staan er in Nederland ruim 25.000 glasbakken.
De eerste glasbak in Vlaanderen werd geplaatst in 1981 in Mechelen, de thuisbasis van de toenmalige minister van leefmilieu.

## Recycling van glas
Bijna al het verpakkingsglas waar geen statiegeld op zit, mag in de glasbak. Ook kleine potjes, bijvoorbeeld voor kruiden, kunnen in de glasbak. Kurken en deksels van flessen en potten hoeven niet verwijderd te worden als het glas in de glasbak wordt gegooid. Etiketten hoeven ook niet losgeweekt te worden.
Niet al het glas is geschikt voor de glasbak. Kristalglas en boriumsilicaatglas (Pyrex) mogen niet in de glasbak omdat deze een afwijkende samenstelling hebben (verschillend smeltpunt); dit verstoort het recycleproces. Het zogenaamde vlakglas (onder meer ruiten) hoort ook niet in de glasbak omdat eventuele stopverfresten het hergebruik van glas bemoeilijken. Voor het inzamelen van vlakglas bestaat vanaf 2000 een apart verwerkingssysteem. Gloeilampen, spaarlampen, tl-buizen, spiegels, theeglazen, drinkglazen en ovenschalen mogen evenmin in de glasbak.